# Sude Uzunçavdar
Sude Yaren Uzunçavdar (20 de octubre de 2005) es una deportista turca que compite en taekwondo. Ganó una medalla de oro en los Juegos Europeos de Cracovia 2023 y una medalla de plata en el Campeonato Europeo de Taekwondo de 2024.

## Palmarés internacional
| Juegos Europeos    | Juegos Europeos         | Juegos Europeos  | Juegos Europeos |
| Año                | Lugar                   | Medalla          | Categoría       |
| ------------------ | ----------------------- | ---------------- | --------------- |
| 2023               | Krynica-Zdrój (Polonia) | Medalla de oro   | –73 kg          |
| Campeonato Europeo |                         |                  |                 |
| Año                | Lugar                   | Medalla          | Categoría       |
| 2024               | Belgrado (Serbia)       | Medalla de plata | –73 kg          |